# Ecuador en la Copa Mundial de Fútbol de 2006
La selección de Ecuador fue uno de los 32 países participantes de la Copa Mundial de Fútbol de 2006, realizada en Alemania.
Ecuador clasificó directamente a la Copa Mundial de Fútbol al obtener el tercer lugar del grupo eliminatorio. Obtuvo 28 puntos tras 8 partidos ganados, 4 empates y 6 derrotas. Gran parte de su clasificación se debió a su impecable desempeño como local en Quito donde ganó 7 partidos y obtuvo 2 empates (ante Perú y Uruguay). De esta forma, el seleccionado tricolor se presentaría por segunda vez y de forma consecutiva, al principal torneo internacional de fútbol, realizado en esta ocasión en Alemania, donde elegiría a la localidad de Bad Kissingen, en el estado de Baviera, como su campamento base. En dicho certamen, alcanzó un meritorio 12.º lugar, su mejor desempeño histórico.
La selección ecuatoriana se convirtió en una de las sorpresas del torneo al pasar a la segunda ronda como el segundo mejor equipo del Grupo A tras Alemania, luego de derrotar a Polonia y Costa Rica. Su histórica participación acabó al ser derrotados por Inglaterra con un solitario gol de David Beckham de tiro libre.

## Clasificación

### Tabla de posiciones
| Equipo    | Pts | PJ | PG | PE | PP | GF | GC | Dif |
| --------- | --- | -- | -- | -- | -- | -- | -- | --- |
| Brasil    | 34  | 18 | 9  | 7  | 2  | 35 | 17 | 18  |
| Argentina | 34  | 18 | 10 | 4  | 4  | 29 | 17 | 12  |
| Ecuador   | 28  | 18 | 8  | 4  | 6  | 23 | 19 | 4   |
| Paraguay  | 28  | 18 | 8  | 4  | 6  | 23 | 23 | 0   |
| Uruguay   | 25  | 18 | 6  | 7  | 5  | 23 | 28 | −3  |
| Colombia  | 24  | 18 | 6  | 6  | 6  | 24 | 16 | 8   |
| Chile     | 22  | 18 | 5  | 7  | 6  | 18 | 22 | −4  |
| Venezuela | 18  | 18 | 5  | 3  | 10 | 20 | 28 | −8  |
| Perú      | 18  | 18 | 4  | 6  | 8  | 20 | 28 | −8  |
| Bolivia   | 14  | 18 | 4  | 2  | 12 | 20 | 37 | −17 |

### Primera ronda
| Fecha                    | Lugar        |           |                                 | Resultado |                                |           |
| ------------------------ | ------------ | --------- | ------------------------------- | --------- | ------------------------------ | --------- |
| 6 de septiembre de 2003  | Quito        | Ecuador   | Archivo:Flag of Ecuador (1900)  | 2:0 (1:0) | Bandera de Venezuela (1930)    | Venezuela |
| 10 de septiembre de 2003 | Manaus       | Brasil    | Bandera de Brasil               | 1:0 (1:0) | Archivo:Flag of Ecuador (1900) | Ecuador   |
| 15 de noviembre de 2003  | Asunción     | Paraguay  | Archivo:Flag of Paraguay (1990) | 2:1 (1:0) | Archivo:Flag of Ecuador (1900) | Ecuador   |
| 19 de noviembre de 2003  | Quito        | Ecuador   | Archivo:Flag of Ecuador (1900)  | 0:0       | Bandera de Perú                | Perú      |
| 30 de marzo de 2004      | Buenos Aires | Argentina | Bandera de Argentina            | 1:0 (0:0) | Archivo:Flag of Ecuador (1900) | Ecuador   |
| 2 de junio de 2004       | Quito        | Ecuador   | Archivo:Flag of Ecuador (1900)  | 2:1 (1:0) | Bandera de Colombia            | Colombia  |
| 5 de junio de 2004       | Quito        | Ecuador   | Archivo:Flag of Ecuador (1900)  | 3:2 (3:0) | Bandera de Bolivia             | Bolivia   |
| 5 de septiembre de 2004  | Montevideo   | Uruguay   | Bandera de Uruguay              | 1:0 (0:0) | Archivo:Flag of Ecuador (1900) | Ecuador   |
| 10 de octubre de 2004    | Quito        | Ecuador   | Archivo:Flag of Ecuador (1900)  | 2:0 (0:0) | Bandera de Chile               | Chile     |

### Segunda ronda
| Fecha                   | Lugar         |           |                                | Resultado |                                 |           |
| ----------------------- | ------------- | --------- | ------------------------------ | --------- | ------------------------------- | --------- |
| 14 de octubre de 2004   | San Cristóbal | Venezuela | Bandera de Venezuela (1930)    | 3:1 (1:1) | Archivo:Flag of Ecuador (1900)  | Ecuador   |
| 17 de noviembre de 2004 | Quito         | Ecuador   | Archivo:Flag of Ecuador (1900) | 1:0 (0:0) | Bandera de Brasil               | Brasil    |
| 27 de marzo de 2005     | Quito         | Ecuador   | Archivo:Flag of Ecuador (1900) | 5:2 (2:2) | Archivo:Flag of Paraguay (1990) | Paraguay  |
| 30 de marzo de 2005     | Lima          | Perú      | Bandera de Perú                | 2:2 (1:2) | Archivo:Flag of Ecuador (1900)  | Ecuador   |
| 4 de junio de 2005      | Quito         | Ecuador   | Archivo:Flag of Ecuador (1900) | 2:0 (0:0) | Bandera de Argentina            | Argentina |
| 8 de junio de 2005      | Barranquilla  | Colombia  | Bandera de Colombia            | 3:0 (2:0) | Archivo:Flag of Ecuador (1900)  | Ecuador   |
| 3 de septiembre de 2005 | La Paz        | Bolivia   | Bandera de Bolivia             | 1:2 (1:1) | Archivo:Flag of Ecuador (1900)  | Ecuador   |
| 8 de octubre de 2005    | Quito         | Ecuador   | Archivo:Flag of Ecuador (1900) | 0:0       | Bandera de Uruguay              | Uruguay   |
| 11 de octubre de 2005   | Santiago      | Chile     | Bandera de Chile               | 0:0       | Archivo:Flag of Ecuador (1900)  | Ecuador   |

### Goleadores
| N.º | Jugador             | Goles | Partidos | Gol/part. | Goles por selección rival | Goles por selección rival | Goles por selección rival | Goles por selección rival | Goles por selección rival | Goles por selección rival | Goles por selección rival | Goles por selección rival |
| --- | ------------------- | ----- | -------- | --------- | ------------------------- | ------------------------- | ------------------------- | ------------------------- | ------------------------- | ------------------------- | ------------------------- | ------------------------- |
| 1   | Agustín Delgado     | 5     | 11       | 0,45      | 1                         | 3                         |                           |                           | 1                         |                           |                           |                           |
| 2   | Édison Méndez       | 5     | 15       | 0,33      |                           |                           | 1                         | 1                         |                           | 3                         |                           |                           |
| 3   | Antonio Valencia    | 3     | 7        | 0,43      |                           |                           |                           |                           |                           | 2                         | 1                         |                           |
| 4   | Marlon Ayoví        | 2     | 16       | 0,13      |                           |                           |                           |                           |                           | 1                         |                           | 1                         |
| 5   | Ulises de la Cruz   | 2     | 16       | 0,13      |                           | 1                         |                           |                           |                           |                           | 1                         |                           |
| 6   | Christian Lara      | 1     | 5        | 0,20      | 1                         |                           |                           |                           |                           |                           |                           |                           |
| 7   | Jaime Iván Kaviedes | 1     | 5        | 0,20      |                           |                           |                           | 1                         |                           |                           |                           |                           |
| 8   | Carlos Tenorio      | 1     | 7        | 0,14      |                           |                           |                           |                           |                           |                           |                           | 1                         |
| 9   | Franklin Salas      | 1     | 11       | 0,09      |                           |                           |                           |                           | 1                         |                           |                           |                           |
| 10  | Giovanny Espinoza   | 1     | 18       | 0,06      |                           |                           |                           |                           |                           |                           |                           | 1                         |

## Preparación

### Amistosos previos
| 13 de noviembre de 2005 | Ecuador | 0:3 (0:1) | Polonia                                    | Miniestadi, Barcelona, España                                   |                                                                 |
|                         |         | Reporte   | T. Kłos 2' · E. Smolarek 58' · S. Mila 90' | Asistencia: 6000 espectadores Árbitro(s): Xavier Moreno Delgado | Asistencia: 6000 espectadores Árbitro(s): Xavier Moreno Delgado |

| 27 de diciembre de 2005 | Senegal                      | 2:1 (1:1) | Ecuador      | Estadio Internacional, El Cairo, Egipto |  |
|                         | M. Camara 22' · S. Keita 90' | Reporte   | F. Borja 40' |                                         |  |

| 29 de diciembre de 2005 | Uganda                        | 2:1 (0:1) | Ecuador        | Estadio Internacional, El Cairo, Egipto |  |
|                         | G. Massa 47' · M. Muwanga 54' | Reporte   | I. Kaviedes 2' |                                         |  |

| 25 de enero de 2006 | Ecuador        | 1:0 (0:0) | Honduras | Estadio Modelo, Guayaquil, Ecuador                                |                                                                   |
|                     | D. Caicedo 67' | Reporte   |          | Asistencia: 15 000 espectadores Árbitro(s): Pedro Ramos de Santis | Asistencia: 15 000 espectadores Árbitro(s): Pedro Ramos de Santis |

| 1 de marzo de 2006 | Países Bajos | 1:0 (0:0) | Ecuador | Ámsterdam Arena, Ámsterdam, Países Bajos                         |                                                                  |
|                    | D. Kuyt 48'  | Reporte   |         | Asistencia: 35 000 espectadores Árbitro(s): Olegário Benquerença | Asistencia: 35 000 espectadores Árbitro(s): Olegário Benquerença |

| 30 de marzo de 2006 | Japón       | 1:0 (0:0) | Ecuador | Oita Stadium, Ōita, Japón                                  |                                                            |
|                     | H. Satō 85' | Reporte   |         | Asistencia: 36 507 espectadores Árbitro(s): Shamsul Maidin | Asistencia: 36 507 espectadores Árbitro(s): Shamsul Maidin |

| 24 de mayo de 2006 | Ecuador         | 1:1 (0:0) | Colombia    | Giants Stadium, East Rutherford, Estados Unidos          |                                                          |
|                    | S. Castillo 52' | Reporte   | E. Soto 55' | Asistencia: 52 425 espectadores Árbitro(s): Terry Vaughn | Asistencia: 52 425 espectadores Árbitro(s): Terry Vaughn |

| 28 de mayo de 2006 | Macedonia del Norte                    | 2:1 (1:1) | Ecuador        | Coliseum Alfonso Pérez, Getafe, España                            |                                                                   |
|                    | G. Maznov 28' · I. Mitreski 73' (pen.) | Reporte   | C. Tenorio 25' | Asistencia: 4000 espectadores Árbitro(s): Carlos del Cerro Grande | Asistencia: 4000 espectadores Árbitro(s): Carlos del Cerro Grande |

## Lista de jugadores
| No. | Pos. | Jugador             | Fecha de nacimiento (edad)         | Apa. | Goles | Club                         |
| --- | ---- | ------------------- | ---------------------------------- | ---- | ----- | ---------------------------- |
| 1   | POR  | Edwin Villafuerte   | 12 de marzo de 1979 (27 años)      | 13   | 0     | S. Deportivo Quito           |
| 2   | DEF  | Jorge Guagua        | 28 de septiembre de 1981 (24 años) | 16   | 1     | C. D. El Nacional            |
| 3   | DEF  | Iván Hurtado        | 16 de agosto de 1974 (31 años)     | 115  | 3     | Al-Arabi S. C.               |
| 4   | DEF  | Ulises de la Cruz   | 8 de febrero de 1974 (32 años)     | 76   | 6     | Aston Villa F. C.            |
| 5   | DEF  | José Luis Perlaza   | 9 de junio de 1981 (25 años)       | 3    | 0     | C. D. Olmedo                 |
| 6   | MED  | Patricio Urrutia    | 15 de octubre de 1977 (28 años)    | 5    | 0     | Liga Deportiva Universitaria |
| 7   | MED  | Christian Lara      | 27 de abril de 1980 (26 años)      | 16   | 3     | C. D. El Nacional            |
| 8   | MED  | Édison Méndez       | 16 de marzo de 1979 (27 años)      | 57   | 9     | Liga Deportiva Universitaria |
| 9   | DEL  | Félix Borja         | 2 de abril de 1983 (23 años)       | 6    | 1     | C. D. El Nacional            |
| 10  | DEL  | Iván Kaviedes       | 24 de octubre de 1977 (28 años)    | 40   | 13    | A. A. Argentinos Juniors     |
| 11  | DEL  | Agustín Delgado     | 23 de diciembre de 1974 (31 años)  | 64   | 27    | Liga Deportiva Universitaria |
| 12  | POR  | Cristhian Mora      | 26 de agosto de 1979 (26 años)     | 7    | 0     | Liga Deportiva Universitaria |
| 13  | DEF  | Paúl Ambrosi        | 14 de octubre de 1980 (25 años)    | 22   | 0     | Liga Deportiva Universitaria |
| 14  | MED  | Segundo Castillo    | 15 de mayo de 1982 (24 años)       | 9    | 0     | C. D. El Nacional            |
| 15  | MED  | Marlon Ayoví        | 27 de agosto de 1971 (34 años)     | 65   | 3     | S. Deportivo Quito           |
| 16  | MED  | Antonio Valencia    | 4 de agosto de 1985 (20 años)      | 15   | 3     | R. C. Recreativo de Huelva   |
| 17  | DEF  | Giovanny Espinoza   | 12 de abril de 1977 (29 años)      | 54   | 2     | Liga Deportiva Universitaria |
| 18  | DEF  | Néicer Reasco       | 23 de julio de 1977 (28 años)      | 30   | 0     | Liga Deportiva Universitaria |
| 19  | MED  | Luis Saritama       | 20 de octubre de 1983 (22 años)    | 12   | 0     | S. Deportivo Quito           |
| 20  | MED  | Edwin Tenorio       | 16 de junio de 1976 (29 años)      | 64   | 0     | Barcelona S. C.              |
| 21  | DEL  | Carlos Tenorio      | 14 de mayo de 1979 (27 años)       | 25   | 5     | Al-Sadd S. C.                |
| 22  | POR  | Damián Lanza        | 10 de abril de 1982 (24 años)      | 4    | 0     | S. D. Aucas                  |
| 23  | DEL  | Christian Benítez † | 1 de mayo de 1986 (20 años)        | 3    | 0     | C. D. El Nacional            |

Datos previos al inicio del torneo.

## Participación
- Los horarios corresponden a la hora de Alemania (CEST; UTC+2) y del Ecuador continental (UTC-5).

### Partidos
| Fecha       | Lugar         | Instancia        | Local      |                       | Resultado |                       | Visitante  |
| ----------- | ------------- | ---------------- | ---------- | --------------------- | --------- | --------------------- | ---------- |
| 9 de junio  | Gelsenkirchen | Fase de grupos   | Polonia    | Bandera de Polonia    | 0:2 (0:1) | Bandera de Ecuador    | Ecuador    |
| 15 de junio | Hamburgo      | Fase de grupos   | Ecuador    | Bandera de Ecuador    | 3:0 (1:0) | Bandera de Costa Rica | Costa Rica |
| 20 de junio | Berlín        | Fase de grupos   | Ecuador    | Bandera de Ecuador    | 0:3 (0:2) | Bandera de Alemania   | Alemania   |
| 25 de junio | Stuttgart     | Octavos de final | Inglaterra | Bandera de Inglaterra | 1:0 (0:0) | Bandera de Ecuador    | Ecuador    |

### Fase de grupos - Grupo A
| Selección  | Pts | PJ | PG | PE | PP | GF | GC | Dif |
| ---------- | --- | -- | -- | -- | -- | -- | -- | --- |
| Alemania   | 9   | 3  | 3  | 0  | 0  | 8  | 2  | +6  |
| Ecuador    | 6   | 3  | 2  | 0  | 1  | 5  | 3  | +2  |
| Polonia    | 3   | 3  | 1  | 0  | 2  | 2  | 4  | -2  |
| Costa Rica | 0   | 3  | 0  | 0  | 3  | 3  | 9  | -6  |

|  | Clasificados a los octavos de final. |

#### Polonia vs. Ecuador
| 9 de junio | Polonia | 0:2 (0:1) | Ecuador                      | Arena auf Schalke, Gelsenkirchen                          |                                                           |
| 21:00      |         | Reporte   | C. Tenorio 24' · Delgado 80' | Asistencia: 52 000 espectadores Árbitro(s): Tōru Kamikawa | Asistencia: 52 000 espectadores Árbitro(s): Tōru Kamikawa |

| 1          | Guardameta     | Artur Boruc         |     |
| 4          | Defensa        | Marcin Baszczyński  |     |
| 2          | Defensa        | Mariusz Jop         |     |
| 6          | Defensa        | Jacek Bąk           |     |
| 14         | Defensa        | Michał Żewłakow     |     |
| 15         | Centrocampista | Euzebiusz Smolarek  |     |
| 16         | Centrocampista | Arkadiusz Radomski  |     |
| 7          | Centrocampista | Radosław Sobolewski | 67' |
| 10         | Centrocampista | Mirosław Szymkowiak |     |
| 8          | Delantero      | Jacek Krzynówek     | 78' |
| 9          | Delantero      | Maciej Żurawski     | 83' |
| Entrenador | Entrenador     | Paweł Janas         |     |

| 12         | Guardameta     | Cristhian Mora       |     |
| 4          | Defensa        | Ulises de la Cruz    |     |
| 3          | Defensa        | Iván Hurtado         | 69' |
| 17         | Defensa        | Giovanny Espinoza    |     |
| 18         | Defensa        | Néicer Reasco        |     |
| 16         | Centrocampista | Antonio Valencia     |     |
| 14         | Centrocampista | Segundo Castillo     |     |
| 20         | Centrocampista | Edwin Tenorio        |     |
| 8          | Centrocampista | Édison Méndez        |     |
| 11         | Delantero      | Agustín Delgado      | 83' |
| 21         | Delantero      | Carlos Tenorio       | 65' |
| Entrenador | Entrenador     | Luis Fernando Suárez |     |

| 21 | Delantero      | Ireneusz Jeleń | 67' |
| 5  | Centrocampista | Kamil Kosowski | 78' |
| 23 | Delantero      | Paweł Brożek   | 83' |

| 10 | Delantero      | Iván Kaviedes    | 65' |
| 2  | Defensa        | Jorge Guagua     | 69' |
| 6  | Centrocampista | Patricio Urrutia | 83' |

| Anotado | 24' | Carlos Tenorio  | 0–1 |
| Anotado | 80' | Agustín Delgado | 0–2 |

| Amonestado | 37' | Euzebiusz Smolarek |

| Amonestado | 31' | Iván Hurtado  |
| Amonestado | 70' | Édison Méndez |

| Árbitro             | Tōru Kamikawa       |
| Árbitros asistentes | Yoshikazu Hiroshima |
| Árbitros asistentes | Kim Dae-young       |
| Cuarto árbitro      | Ľuboš Micheľ        |
| Quinto árbitro      | Roman Slyško        |

| 1          | Guardameta     | Artur Boruc         |     |
| 4          | Defensa        | Marcin Baszczyński  |     |
| 2          | Defensa        | Mariusz Jop         |     |
| 6          | Defensa        | Jacek Bąk           |     |
| 14         | Defensa        | Michał Żewłakow     |     |
| 15         | Centrocampista | Euzebiusz Smolarek  |     |
| 16         | Centrocampista | Arkadiusz Radomski  |     |
| 7          | Centrocampista | Radosław Sobolewski | 67' |
| 10         | Centrocampista | Mirosław Szymkowiak |     |
| 8          | Delantero      | Jacek Krzynówek     | 78' |
| 9          | Delantero      | Maciej Żurawski     | 83' |
| Entrenador | Entrenador     | Paweł Janas         |     |

| 12         | Guardameta     | Cristhian Mora       |     |
| 4          | Defensa        | Ulises de la Cruz    |     |
| 3          | Defensa        | Iván Hurtado         | 69' |
| 17         | Defensa        | Giovanny Espinoza    |     |
| 18         | Defensa        | Néicer Reasco        |     |
| 16         | Centrocampista | Antonio Valencia     |     |
| 14         | Centrocampista | Segundo Castillo     |     |
| 20         | Centrocampista | Edwin Tenorio        |     |
| 8          | Centrocampista | Édison Méndez        |     |
| 11         | Delantero      | Agustín Delgado      | 83' |
| 21         | Delantero      | Carlos Tenorio       | 65' |
| Entrenador | Entrenador     | Luis Fernando Suárez |     |

| 21 | Delantero      | Ireneusz Jeleń | 67' |
| 5  | Centrocampista | Kamil Kosowski | 78' |
| 23 | Delantero      | Paweł Brożek   | 83' |

| 10 | Delantero      | Iván Kaviedes    | 65' |
| 2  | Defensa        | Jorge Guagua     | 69' |
| 6  | Centrocampista | Patricio Urrutia | 83' |

| Anotado | 24' | Carlos Tenorio  | 0–1 |
| Anotado | 80' | Agustín Delgado | 0–2 |

| Amonestado | 37' | Euzebiusz Smolarek |

| Amonestado | 31' | Iván Hurtado  |
| Amonestado | 70' | Édison Méndez |

| Árbitro             | Tōru Kamikawa       |
| Árbitros asistentes | Yoshikazu Hiroshima |
| Árbitros asistentes | Kim Dae-young       |
| Cuarto árbitro      | Ľuboš Micheľ        |
| Quinto árbitro      | Roman Slyško        |

| \| Estadísticas \| \| \| \| Tiros \| 7 \| 10 \| \| Tiros a puerta \| 3 \| 6 \| \| Faltas \| 9 \| 15 \| \| Saques de esquina \| 11 \| 2 \| \| Penaltis \| 0 \| 0 \| \| Fueras de juego \| 3 \| 2 \| \| Posesión del balón \| 56 % \| 44 % \| | Alineación inicial |                    |
| Estadísticas | Bandera de Polonia | Bandera de Ecuador |
| Tiros | 7                  | 10                 |
| Tiros a puerta | 3                  | 6                  |
| Faltas | 9                  | 15                 |
| Saques de esquina | 11                 | 2                  |
| Penaltis | 0                  | 0                  |
| Fueras de juego | 3                  | 2                  |
| Posesión del balón | 56 %               | 44 %               |

#### Ecuador vs. Costa Rica
| 15 de junio | Ecuador                                      | 3:0 (1:0) | Costa Rica | FIFA WM Stadion Hamburg, Hamburgo                        |                                                          |
| 15:00       | C. Tenorio 8' · Delgado 54' · Kaviedes 90+2' | Reporte   |            | Asistencia: 50 000 espectadores Árbitro(s): Coffi Codjia | Asistencia: 50 000 espectadores Árbitro(s): Coffi Codjia |

| 12         | Guardameta     | Cristhian Mora       |     |
| 4          | Defensa        | Ulises de la Cruz    |     |
| 3          | Defensa        | Iván Hurtado         |     |
| 17         | Defensa        | Giovanny Espinoza    | 69' |
| 18         | Defensa        | Néicer Reasco        |     |
| 16         | Centrocampista | Antonio Valencia     | 73' |
| 14         | Centrocampista | Segundo Castillo     |     |
| 20         | Centrocampista | Edwin Tenorio        |     |
| 8          | Centrocampista | Édison Méndez        |     |
| 11         | Delantero      | Agustín Delgado      |     |
| 21         | Delantero      | Carlos Tenorio       | 46' |
| Entrenador | Entrenador     | Luis Fernando Suárez |     |

| 18         | Guardameta     | José Francisco Porras |     |
| 15         | Defensa        | Harold Wallace        |     |
| 4          | Defensa        | Michael Umaña         |     |
| 3          | Defensa        | Luis Marín Murillo    |     |
| 20         | Defensa        | Douglas Sequeira      |     |
| 12         | Defensa        | Leonardo González     | 56' |
| 10         | Centrocampista | Walter Centeno        | 84' |
| 8          | Centrocampista | Mauricio Solís        |     |
| 6          | Centrocampista | Danny Fonseca         | 29' |
| 11         | Centrocampista | Rónald Gómez          |     |
| 9          | Delantero      | Paulo Wanchope        |     |
| Entrenador | Entrenador     | Alexandre Guimarães   |     |

| 10 | Delantero      | Iván Kaviedes    | 46' |
| 2  | Defensa        | Jorge Guagua     | 69' |
| 6  | Centrocampista | Patricio Urrutia | 73' |

| 19 | Delantero      | Álvaro Saborío   | 29' |
| 16 | Centrocampista | Carlos Hernández | 56' |
| 13 | Delantero      | Kurt Bernard     | 84' |

| Anotado | 8'    | Carlos Tenorio  | 1–0 |
| Anotado | 54'   | Agustín Delgado | 2–0 |
| Anotado | 90+2' | Iván Kaviedes   | 3–0 |

| Amonestado | 44' | Segundo Castillo  |
| Amonestado | 54' | Ulises de la Cruz |
| Amonestado | 60' | Cristhian Mora    |

| Amonestado | 10' | Luis Marín Murillo |
| Amonestado | 28' | Mauricio Solís     |

| Árbitro             | Coffi Codjia        |
| Árbitros asistentes | Celestin Ntagungira |
| Árbitros asistentes | Aboudou Aderodjou   |
| Cuarto árbitro      | Mohamed Guezzaz     |
| Quinto árbitro      | Brahim Djezzar      |

| 12         | Guardameta     | Cristhian Mora       |     |
| 4          | Defensa        | Ulises de la Cruz    |     |
| 3          | Defensa        | Iván Hurtado         |     |
| 17         | Defensa        | Giovanny Espinoza    | 69' |
| 18         | Defensa        | Néicer Reasco        |     |
| 16         | Centrocampista | Antonio Valencia     | 73' |
| 14         | Centrocampista | Segundo Castillo     |     |
| 20         | Centrocampista | Edwin Tenorio        |     |
| 8          | Centrocampista | Édison Méndez        |     |
| 11         | Delantero      | Agustín Delgado      |     |
| 21         | Delantero      | Carlos Tenorio       | 46' |
| Entrenador | Entrenador     | Luis Fernando Suárez |     |

| 18         | Guardameta     | José Francisco Porras |     |
| 15         | Defensa        | Harold Wallace        |     |
| 4          | Defensa        | Michael Umaña         |     |
| 3          | Defensa        | Luis Marín Murillo    |     |
| 20         | Defensa        | Douglas Sequeira      |     |
| 12         | Defensa        | Leonardo González     | 56' |
| 10         | Centrocampista | Walter Centeno        | 84' |
| 8          | Centrocampista | Mauricio Solís        |     |
| 6          | Centrocampista | Danny Fonseca         | 29' |
| 11         | Centrocampista | Rónald Gómez          |     |
| 9          | Delantero      | Paulo Wanchope        |     |
| Entrenador | Entrenador     | Alexandre Guimarães   |     |

| 10 | Delantero      | Iván Kaviedes    | 46' |
| 2  | Defensa        | Jorge Guagua     | 69' |
| 6  | Centrocampista | Patricio Urrutia | 73' |

| 19 | Delantero      | Álvaro Saborío   | 29' |
| 16 | Centrocampista | Carlos Hernández | 56' |
| 13 | Delantero      | Kurt Bernard     | 84' |

| Anotado | 8'    | Carlos Tenorio  | 1–0 |
| Anotado | 54'   | Agustín Delgado | 2–0 |
| Anotado | 90+2' | Iván Kaviedes   | 3–0 |

| Amonestado | 44' | Segundo Castillo  |
| Amonestado | 54' | Ulises de la Cruz |
| Amonestado | 60' | Cristhian Mora    |

| Amonestado | 10' | Luis Marín Murillo |
| Amonestado | 28' | Mauricio Solís     |

| Árbitro             | Coffi Codjia        |
| Árbitros asistentes | Celestin Ntagungira |
| Árbitros asistentes | Aboudou Aderodjou   |
| Cuarto árbitro      | Mohamed Guezzaz     |
| Quinto árbitro      | Brahim Djezzar      |

| \| Estadísticas \| \| \| \| Tiros \| 14 \| 12 \| \| Tiros a puerta \| 7 \| 4 \| \| Faltas \| 18 \| 22 \| \| Saques de esquina \| 3 \| 4 \| \| Penaltis \| 0 \| 0 \| \| Fueras de juego \| 3 \| 2 \| \| Posesión del balón \| 52 % \| 48 % \| | Alineación inicial |                       |
| Estadísticas | Bandera de Ecuador | Bandera de Costa Rica |
| Tiros | 14                 | 12                    |
| Tiros a puerta | 7                  | 4                     |
| Faltas | 18                 | 22                    |
| Saques de esquina | 3                  | 4                     |
| Penaltis | 0                  | 0                     |
| Fueras de juego | 3                  | 2                     |
| Posesión del balón | 52 %               | 48 %                  |

#### Ecuador vs. Alemania
| 20 de junio | Ecuador | 0:3 (0:2) | Alemania                     | Estadio Olímpico, Berlín                                    |                                                             |
| 16:00       |         | Reporte   | Klose 4', 44' · Podolski 57' | Asistencia: 72 000 espectadores Árbitro(s): Valentín Ivanov | Asistencia: 72 000 espectadores Árbitro(s): Valentín Ivanov |

| 12         | Guardameta     | Cristhian Mora       |     |
| 4          | Defensa        | Ulises de la Cruz    |     |
| 2          | Defensa        | Jorge Guagua         |     |
| 17         | Defensa        | Giovanny Espinoza    |     |
| 13         | Defensa        | Paul Ambrossi        |     |
| 16         | Centrocampista | Antonio Valencia     | 63' |
| 15         | Centrocampista | Marlon Ayoví         | 68' |
| 20         | Centrocampista | Edwin Tenorio        |     |
| 8          | Centrocampista | Édison Méndez        |     |
| 10         | Delantero      | Iván Kaviedes        |     |
| 9          | Delantero      | Félix Borja          | 46' |
| Entrenador | Entrenador     | Luis Fernando Suárez |     |

| 1          | Guardameta     | Jens Lehmann           |     |
| 3          | Defensa        | Arne Friedrich         |     |
| 17         | Defensa        | Per Mertesacker        |     |
| 4          | Defensa        | Robert Huth            |     |
| 16         | Defensa        | Philipp Lahm           |     |
| 19         | Centrocampista | Bernd Schneider        | 73' |
| 8          | Centrocampista | Torsten Frings         | 66' |
| 13         | Centrocampista | Michael Ballack        |     |
| 7          | Centrocampista | Bastian Schweinsteiger |     |
| 11         | Delantero      | Miroslav Klose         | 66' |
| 20         | Delantero      | Lukas Podolski         |     |
| Entrenador | Entrenador     | Jürgen Klinsmann       |     |

| 23 | Delantero      | Christian Benítez | 46' |
| 7  | Defensa        | Christian Lara    | 63' |
| 6  | Centrocampista | Patricio Urrutia  | 68' |

| 18 | Centrocampista | Tim Borowski    | 66' |
| 10 | Delantero      | Oliver Neuville | 66' |
| 14 | Centrocampista | Gerald Asamoah  | 73' |

| Anotado | 4'  | Miroslav Klose | 0–1 |
| Anotado | 44' | Miroslav Klose | 0–2 |
| Anotado | 57' | Lukas Podolski | 0–3 |

| Amonestado | 52' | Antonio Valencia |

| Amonestado | 75' | Tim Borowski |

| Árbitro             | Valentin Ivanov  |
| Árbitros asistentes | Nikolay Golubev  |
| Árbitros asistentes | Evgeni Volnin    |
| Cuarto árbitro      | Kevin Stott      |
| Quinto árbitro      | Chris Strickland |

| 12         | Guardameta     | Cristhian Mora       |     |
| 4          | Defensa        | Ulises de la Cruz    |     |
| 2          | Defensa        | Jorge Guagua         |     |
| 17         | Defensa        | Giovanny Espinoza    |     |
| 13         | Defensa        | Paul Ambrossi        |     |
| 16         | Centrocampista | Antonio Valencia     | 63' |
| 15         | Centrocampista | Marlon Ayoví         | 68' |
| 20         | Centrocampista | Edwin Tenorio        |     |
| 8          | Centrocampista | Édison Méndez        |     |
| 10         | Delantero      | Iván Kaviedes        |     |
| 9          | Delantero      | Félix Borja          | 46' |
| Entrenador | Entrenador     | Luis Fernando Suárez |     |

| 1          | Guardameta     | Jens Lehmann           |     |
| 3          | Defensa        | Arne Friedrich         |     |
| 17         | Defensa        | Per Mertesacker        |     |
| 4          | Defensa        | Robert Huth            |     |
| 16         | Defensa        | Philipp Lahm           |     |
| 19         | Centrocampista | Bernd Schneider        | 73' |
| 8          | Centrocampista | Torsten Frings         | 66' |
| 13         | Centrocampista | Michael Ballack        |     |
| 7          | Centrocampista | Bastian Schweinsteiger |     |
| 11         | Delantero      | Miroslav Klose         | 66' |
| 20         | Delantero      | Lukas Podolski         |     |
| Entrenador | Entrenador     | Jürgen Klinsmann       |     |

| 23 | Delantero      | Christian Benítez | 46' |
| 7  | Defensa        | Christian Lara    | 63' |
| 6  | Centrocampista | Patricio Urrutia  | 68' |

| 18 | Centrocampista | Tim Borowski    | 66' |
| 10 | Delantero      | Oliver Neuville | 66' |
| 14 | Centrocampista | Gerald Asamoah  | 73' |

| Anotado | 4'  | Miroslav Klose | 0–1 |
| Anotado | 44' | Miroslav Klose | 0–2 |
| Anotado | 57' | Lukas Podolski | 0–3 |

| Amonestado | 52' | Antonio Valencia |

| Amonestado | 75' | Tim Borowski |

| Árbitro             | Valentin Ivanov  |
| Árbitros asistentes | Nikolay Golubev  |
| Árbitros asistentes | Evgeni Volnin    |
| Cuarto árbitro      | Kevin Stott      |
| Quinto árbitro      | Chris Strickland |

| \| Estadísticas \| \| \| \| Tiros \| 7 \| 15 \| \| Tiros a puerta \| 2 \| 9 \| \| Faltas \| 22 \| 18 \| \| Saques de esquina \| 5 \| 2 \| \| Penaltis \| 0 \| 0 \| \| Fueras de juego \| 0 \| 3 \| \| Posesión del balón \| 57 % \| 43 % \| | Alineación inicial |                     |
| Estadísticas | Bandera de Ecuador | Bandera de Alemania |
| Tiros | 7                  | 15                  |
| Tiros a puerta | 2                  | 9                   |
| Faltas | 22                 | 18                  |
| Saques de esquina | 5                  | 2                   |
| Penaltis | 0                  | 0                   |
| Fueras de juego | 0                  | 3                   |
| Posesión del balón | 57 %               | 43 %                |

### Octavos de final

#### Inglaterra vs. Ecuador
| 25 de junio | Inglaterra  | 1:0 (0:0) | Ecuador | Gottlieb-Daimler-Stadion, Stuttgart                            |                                                                |
| 17:00       | Beckham 60' | Reporte   |         | Asistencia: 52 000 espectadores Árbitro(s): Frank de Bleeckere | Asistencia: 52 000 espectadores Árbitro(s): Frank de Bleeckere |

| 1          | Guardameta     | Paul Robinson       |       |
| 16         | Defensa        | Owen Hargreaves     |       |
| 5          | Defensa        | Rio Ferdinand       |       |
| 6          | Defensa        | John Terry          |       |
| 3          | Defensa        | Ashley Cole         |       |
| 18         | Centrocampista | Michael Carrick     |       |
| 7          | Centrocampista | David Beckham       | 87'   |
| 4          | Centrocampista | Steven Gerrard      | 90+2' |
| 8          | Centrocampista | Frank Lampard       |       |
| 11         | Centrocampista | Joe Cole            | 77'   |
| 9          | Delantero      | Wayne Rooney        |       |
| Entrenador | Entrenador     | Sven-Göran Eriksson |       |

| 12         | Guardameta     | Cristhian Mora       |     |
| 4          | Defensa        | Ulises de la Cruz    |     |
| 3          | Defensa        | Iván Hurtado         |     |
| 17         | Defensa        | Giovanny Espinoza    |     |
| 18         | Defensa        | Néicer Reasco        |     |
| 16         | Centrocampista | Antonio Valencia     |     |
| 14         | Centrocampista | Segundo Castillo     |     |
| 20         | Centrocampista | Edwin Tenorio        | 69' |
| 8          | Centrocampista | Édison Méndez        |     |
| 21         | Delantero      | Carlos Tenorio       | 72' |
| 11         | Delantero      | Agustín Delgado      |     |
| Entrenador | Entrenador     | Luis Fernando Suárez |     |

| 15 | Defensa        | Jamie Carragher | 77'   |
| 19 | Centrocampista | Aaron Lennon    | 87'   |
| 20 | Centrocampista | Stewart Downing | 90+2' |

| 7  | Centrocampista | Christian Lara | 69' |
| 10 | Delantero      | Iván Kaviedes  | 72' |

| Anotado | 60' | David Beckham | 1–0 |

| Amonestado | 18' | John Terry      |
| Amonestado | 78' | Paul Robinson   |
| Amonestado | 82' | Jamie Carragher |

| Amonestado | 24' | Antonio Valencia  |
| Amonestado | 37' | Carlos Tenorio    |
| Amonestado | 67' | Ulises de la Cruz |

| Árbitro             | Frank De Bleeckere |
| Árbitros asistentes | Peter Hermans      |
| Árbitros asistentes | Walter Vromans     |
| Cuarto árbitro      | Óscar Ruiz         |
| Quinto árbitro      | José Navia         |

| 1          | Guardameta     | Paul Robinson       |       |
| 16         | Defensa        | Owen Hargreaves     |       |
| 5          | Defensa        | Rio Ferdinand       |       |
| 6          | Defensa        | John Terry          |       |
| 3          | Defensa        | Ashley Cole         |       |
| 18         | Centrocampista | Michael Carrick     |       |
| 7          | Centrocampista | David Beckham       | 87'   |
| 4          | Centrocampista | Steven Gerrard      | 90+2' |
| 8          | Centrocampista | Frank Lampard       |       |
| 11         | Centrocampista | Joe Cole            | 77'   |
| 9          | Delantero      | Wayne Rooney        |       |
| Entrenador | Entrenador     | Sven-Göran Eriksson |       |

| 12         | Guardameta     | Cristhian Mora       |     |
| 4          | Defensa        | Ulises de la Cruz    |     |
| 3          | Defensa        | Iván Hurtado         |     |
| 17         | Defensa        | Giovanny Espinoza    |     |
| 18         | Defensa        | Néicer Reasco        |     |
| 16         | Centrocampista | Antonio Valencia     |     |
| 14         | Centrocampista | Segundo Castillo     |     |
| 20         | Centrocampista | Edwin Tenorio        | 69' |
| 8          | Centrocampista | Édison Méndez        |     |
| 21         | Delantero      | Carlos Tenorio       | 72' |
| 11         | Delantero      | Agustín Delgado      |     |
| Entrenador | Entrenador     | Luis Fernando Suárez |     |

| 15 | Defensa        | Jamie Carragher | 77'   |
| 19 | Centrocampista | Aaron Lennon    | 87'   |
| 20 | Centrocampista | Stewart Downing | 90+2' |

| 7  | Centrocampista | Christian Lara | 69' |
| 10 | Delantero      | Iván Kaviedes  | 72' |

| Anotado | 60' | David Beckham | 1–0 |

| Amonestado | 18' | John Terry      |
| Amonestado | 78' | Paul Robinson   |
| Amonestado | 82' | Jamie Carragher |

| Amonestado | 24' | Antonio Valencia  |
| Amonestado | 37' | Carlos Tenorio    |
| Amonestado | 67' | Ulises de la Cruz |

| Árbitro             | Frank De Bleeckere |
| Árbitros asistentes | Peter Hermans      |
| Árbitros asistentes | Walter Vromans     |
| Cuarto árbitro      | Óscar Ruiz         |
| Quinto árbitro      | José Navia         |

| \| Estadísticas \| \| \| \| Tiros \| 8 \| 9 \| \| Tiros a puerta \| 4 \| 3 \| \| Faltas \| 13 \| 24 \| \| Saques de esquina \| 5 \| 7 \| \| Penaltis \| 0 \| 0 \| \| Fueras de juego \| 3 \| 6 \| \| Posesión del balón \| 48 % \| 52 % \| | Alineación inicial    |                    |
| Estadísticas | Bandera de Inglaterra | Bandera de Ecuador |
| Tiros | 8                     | 9                  |
| Tiros a puerta | 4                     | 3                  |
| Faltas | 13                    | 24                 |
| Saques de esquina | 5                     | 7                  |
| Penaltis | 0                     | 0                  |
| Fueras de juego | 3                     | 6                  |
| Posesión del balón | 48 %                  | 52 %               |

## Estadísticas

### Participación de jugadores
| N.° | Pos        | Jugador           | PJ | Minutos jugados | Goles recibidos | Atajos | Tarjetas amarillas | Doble tarjeta amarilla y roja | Tarjetas rojas |
| --- | ---------- | ----------------- | -- | --------------- | --------------- | ------ | ------------------ | ----------------------------- | -------------- |
| 1   | Guardameta | Edwin Villafuerte | 0  | 0               | 0               | 0      | 0                  | 0                             | 0              |
| 12  | Guardameta | Cristhian Mora    | 4  | 360             | 4               | 13     | 1                  | 0                             | 0              |
| 22  | Guardameta | Damián Lanza      | 0  | 0               | 0               | 0      | 0                  | 0                             | 0              |

| N.° | Pos            | Jugador             | PJ | Minutos jugados | Goles | Asistencias | Tarjetas Amarillas | Doble tarjeta amarilla y roja | Tarjetas rojas |
| --- | -------------- | ------------------- | -- | --------------- | ----- | ----------- | ------------------ | ----------------------------- | -------------- |
| 2   | Defensa        | Jorge Guagua        | 3  | 132             | 0     | 0           | 0                  | 0                             | 0              |
| 3   | Defensa        | Iván Hurtado        | 3  | 249             | 0     | 0           | 1                  | 0                             | 0              |
| 4   | Defensa        | Ulises de la Cruz   | 4  | 360             | 0     | 0           | 2                  | 0                             | 0              |
| 5   | Defensa        | José Luis Perlaza   | 0  | 0               | 0     | 0           | 0                  | 0                             | 0              |
| 6   | Centrocampista | Patricio Urrutia    | 3  | 46              | 0     | 0           | 0                  | 0                             | 0              |
| 7   | Centrocampista | Christian Lara      | 2  | 48              | 0     | 0           | 0                  | 0                             | 0              |
| 8   | Centrocampista | Édison Méndez       | 4  | 360             | 0     | 2           | 1                  | 0                             | 0              |
| 9   | Delantero      | Félix Borja         | 1  | 45              | 0     | 0           | 0                  | 0                             | 0              |
| 10  | Delantero      | Iván Kaviedes       | 4  | 178             | 1     | 1           | 0                  | 0                             | 0              |
| 11  | Delantero      | Agustín Delgado     | 3  | 263             | 2     | 1           | 0                  | 0                             | 0              |
| 13  | Defensa        | Paúl Ambrosi        | 1  | 90              | 0     | 0           | 0                  | 0                             | 0              |
| 14  | Centrocampista | Segundo Castillo    | 3  | 270             | 0     | 0           | 1                  | 0                             | 0              |
| 15  | Centrocampista | Marlon Ayoví        | 1  | 68              | 0     | 0           | 0                  | 0                             | 0              |
| 16  | Centrocampista | Antonio Valencia    | 4  | 316             | 0     | 1           | 2                  | 0                             | 0              |
| 17  | Defensa        | Giovanny Espinoza   | 4  | 339             | 0     | 0           | 0                  | 0                             | 0              |
| 18  | Defensa        | Néicer Reasco       | 3  | 270             | 0     | 0           | 0                  | 0                             | 0              |
| 19  | Centrocampista | Luis Saritama       | 0  | 0               | 0     | 0           | 0                  | 0                             | 0              |
| 20  | Centrocampista | Edwin Tenorio       | 4  | 339             | 0     | 0           | 0                  | 0                             | 0              |
| 21  | Delantero      | Carlos Tenorio      | 3  | 182             | 2     | 0           | 1                  | 0                             | 0              |
| 23  | Delantero      | Christian Benítez † | 1  | 45              | 0     | 0           | 0                  | 0                             | 0              |

### Goleadores
| N.°   | Jugador         | Anotado | PJ | Prom. | Jugada | Cabeza | TL | Penal |
| ----- | --------------- | ------- | -- | ----- | ------ | ------ | -- | ----- |
| 1     | Agustín Delgado | 2       | 3  | 0.67  | 2      | 0      | 0  | 0     |
| 1     | Carlos Tenorio  | 2       | 3  | 0.67  | 0      | 2      | 0  | 0     |
| 2     | Iván Kaviedes   | 1       | 4  | 0.25  | 1      | 0      | 0  | 0     |
| Total | Total           | 5       | 4  | 1.25  | 3      | 2      | 0  | 0     |

### Asistencias
| N.°   | Jugador          | Asistencia | Jugada | Cabeza | TL | SdE |
| ----- | ---------------- | ---------- | ------ | ------ | -- | --- |
| 1     | Édison Méndez    | 2          | 2      | 0      | 0  | 0   |
| 2     | Agustín Delgado  | 1          | 0      | 1      | 0  | 0   |
| 2     | Iván Kaviedes    | 1          | 1      | 0      | 0  | 0   |
| 2     | Antonio Valencia | 1          | 1      | 0      | 0  | 0   |
| Total | Total            | 5          | 4      | 1      | 0  | 0   |